# Ignacio Villa
Ignacio Villa Calleja (Madrid, 1960), más conocido como Nacho Villa, es un periodista español. Además de la carrera de periodismo, posee una licenciatura en Historia Moderna y Contemporánea.

## Inicios
Comenzó a trabajar para Radio Exterior de España y RNE. En 1991 se convierte en responsable de los servicios informativos de fin de semana en la Cadena COPE. Al poco tiempo, traslada su residencia a Reino Unido, donde ejercerá la corresponsalía de la cadena por un período de dos años. Entre 1994 y 1997 desempeña la función de corresponsal en Bruselas. Realiza durante cinco años la revista de prensa internacional en La Mañana de Antonio Herrero. En 1997 es nombrado jefe de sección del área de Política y Nacional; realizando decenas de viajes nacionales e internacionales, acompañando a distintos presidentes de Gobierno, asistiendo a Cumbres Internacionales y más de una docena de campañas electorales.

## COPE y RTVCM
En 2002 se convierte en El espía de La tarde que Cristina López Schlichting dirigía en la Cadena COPE. Desde 2003 comienza a compaginar cargos de subdirector de Informativos y el anterior de jefe de sección en Política y Nacional. Entre 2004 y agosto de 2009 desempeña el cargo de director de los Servicios Informativos de la COPE y, por consiguiente, el de presentador del informativo estandarte de la cadena, La palestra, convirtiendo a este programa en el informativo del mediodía más escuchado de la radio española. Colabora en programas televisivos como 59" en Televisión Española, Parlem Clar de  Canal Nou, Ágora de TV3, El Círculo a Primera Hora, Madrid opina de Telemadrid y Al Rojo Vivo de La Sexta. Entre septiembre de 2009 y el verano de 2010 dirigió La Mañana,  sustituyendo a Federico Jiménez Losantos. Hasta la ruptura de la asociación con Jiménez Losantos, publicó durante más de diez años una columna diaria en Libertad Digital. También ha sido columnista del diario La Razón del 2009 al 2012. Tras abandonar La Mañana volvió a ser director de Informativos de la COPE.
En julio de 2011 la recién nombrada presidenta de Castilla-La Mancha María Dolores Cospedal le asigna la dirección del Ente Público regional de radio y televisión de Castilla-La Mancha. Su designación como director general de RTVCM fue publicada el 22 de julio de 2011 en el Diario Oficial de Castilla-La Mancha mediante el decreto 206/2011. Tomó posesión de dicho cargo el 27 de julio de 2011, y tras cuatro años de mandato en el ente público castellano-manchego, el 7 de agosto de 2015 dejó su puesto como director general de RTV Castilla-La Mancha tras haber sido cesado en su cargo por el gobierno del socialista Emiliano García-Page. Su gestión fue muy polémica, con continuas acusaciones de manipulación informativa a favor del anterior gobierno popular de María Dolores Cospedal, en detrimento del PSOE. Fue sustituido por Carmen Amores, procedente de Radio y Televisión de Andalucía. En julio de 2021 el Tribunal de Cuentas ratificó por unanimidad la condena a Nacho Villa a devolver casi 70 000 euros más intereses por malgastar dinero público durante su etapa como director general de RTVCM, cantidad que empleó en comidas de lujo, alojamiento en paradores, joyerías, perfumerías y otros gastos personales sin justificar. En 2023 el Tribunal Supremo  rechazó el recurso presentado y ratificó la sentencia que consideró probado que extrajo fondos y realizó pagos con dos tarjetas de crédito del ente público sin justificación.

## Obras
- La España del talante (2006)
- Zapatero: el efecto Pinocho, ed. La Esfera de los Libros, (2007).
- Prohibido Pasar (2008)

## Premios
- "Antena de Plata" (2005)
- "Antena de Oro" (2008)
- "Micrófono de Plata" APEI-PRTV (2006)
- "Quijote Universal" (2013)

| Predecesor: Jordi García Candau | Director General del Ente Público Radio Televisión Castilla-la Mancha 2011-2015 | Sucesor: Carmen Amores García |